# ケリー・マクゴニガル
ケリー・マクゴニガル（Kelly McGonigal、1977年10月21日 - ）は、サイエンス・ヘルプで知られる健康心理学者。（サイエンス・ヘルプとは、科学の研究を一般の人に説明すること。）特に自分の中での葛藤を乗り越え目標を実現することに関する研究に関わっている。最近では多くのメディアが目標と葛藤について報道する際彼女の発言を引用している。またマクゴニガルは長期にわたってストレス対処の方法として自らに対する同情や注意を利用することを提言していて、最近では研究の焦点をストレスの問題点に変えつつある。2013年のTEDでの講演では、ストレスに対応する時には、ストレスをうまく処理できると信じることが重要であると強調した。

## 経歴
マクゴニガルはニュージャージー州の教師のもとに生まれる。ゲームデザイナーのジェイン・マクゴニガルとの一卵性双生児であった。両親は学問を重んじていた。彼女は現在は両親の保護に感謝しているが、当時は「拘禁」のようだったと語っている。当時の両親のしつけについて彼女は「素晴らしいものだったが、ストレスも感じていた」と述べている。彼女はボストン大学で心理学とマスコミ学の学士をとり、スタンフォード大学でPh.D.を取得した。そしてここで心理学についての講師となり、意志力について教えることになる
。

### 提言
瞑想を実践するマクゴニガルは、論文審査制刊行誌『the International Journal of Yoga Therapy』の編集長を2005年から2012年まで務め、ヨガなどを実践することで意識と精神を集中させ、目標を達成する手段としようと提言した。それは瞑想が脳や、ロイ・バウマイスターのチームが考案した自己管理の強さにあたる自己消耗に与える影響に基づいている。マクゴニガルはこの理論を用い、自己管理の強さを簡単に説明した。「自己管理とは筋肉のようなものである。もし使えば、それだけ疲労する。」自己管理について研究していたので、マクゴニガルは彼女の意見に基づきどのように意志力が築かれ、使われるのかよく発言した。ストレスと闘うために瞑想を実践することを強調していたので、マクゴニガルは2013年から専門分野を変え、現在はストレスが行動の重要なファクターであると主張している。

## 意志力
マクゴニガルは意志力（Willpower）を、「あなたが本当にしたいことを、あなたの一部が本当はしたくない時にすることができる能力」と定義している。そして、人間は衝動と人間的、社会的な自己管理の間で葛藤を抱えている。例えば、スイーツをのどから手が出るほどほしがったり、皮肉や不平を言いたい衝動にかられたり、何かをできるだけ先送りしようと思ったりすることである。人間はそして集団生活を行うために本能をコントロールし、衝動に抗うように進化してきた。つまり、より辛い選択肢を選ぶことができるようになった、とマクゴニガルは語っている。マクゴニガルによれば、人間は社会的につながっている人々の行動を真似ようとするから、意志力は集団を通して失われることも高められることもあるとしている。
自身の長期的な目標に沿った行動は、前頭前皮質が司っているから、マクゴニガルは心と体を、前頭前皮質を脳のほかの部分、特に常にストレス下にある条件反射的な行動を司る部分に優先して働かせることを提案している。マクゴニガルの意見では、瞑想を実践することで前頭前皮質を効率的に働かせることができて、長期的な目標に沿ったより辛い選択をとれるようにすることができる。マクゴニガルは自己管理を働かせることで同時に長い時間をかけて意志力も作り、体を動かすことでその働く容量を大きくすることができると考えている。彼女は「もしあなたがそれを意識すれば、それはより強くなります。その強さは一時的に弱くなったと感じても、長い時間をかけてゆっくり成長していきます。しかし私はこれはあなたが心を決め、意識して意志力を使おうと考えていなければできないと考えています。もし何かをしなければならない（またはしてはならない）時に自律の意志が欠けていると、それは自己管理よりも辛くなります。」と発言している。彼女の意見では、切望している物を約束された時の幸せはしばしば間違った方向に向かうので、マクゴニガルは誘惑に誘われた時の注意点を伝授している。それは、その誘惑に勝る報酬を期待することができないか注意するということである。
意志力の使い方の一つでマクゴニガルが逆効果だと見ている物の中に、感情の抑圧や、誘惑について考えないようにすることがある。マクゴニガルは感情を抑圧すれば、さらにその感情が高ぶり、考えることなく実際はしたいと思っていない事をしてしまうことがあると考えている。何か一つの目標を追求するのは誘惑に抵抗することよりも必要なエネルギーが少ないので、マクゴニガルは人々に健康的な「したいこと」、例えば体重を減らすために野菜を多く食べたり、昼食後に散歩したりすることをやってみることを提案している。
彼女は自己管理を自己批判と同一視するよりも、友達や自分のためのメンターになる学習を薦めている。

## ストレスとの付き合い
2013年のTEDの講演で、マクゴニガルはストレスを悪と考えることがどう健康に影響するのかという新しい研究を見て、自らの考えを再評価したと話し、数ヶ月で100万PVを達成した。マクゴニガルはその研究をストレスを悪と考える人は生きていく上で期待されることに苦しむという逆効果に見舞われていると紹介し、現在彼女はストレスが弾性を生み出すならば見方によっては他者とつながる中で勇気の生態系（biology of courage）を作るのに役立つと強調している。マクゴニガルは、「かつてのストレスについての理解はもう役に立たない遺産でしかない。私たちの動物的本能がストレスに置き換わり、社会はスマートになったのである。これこそが人間を完全に人間たらしめているものである」と発言している。

### ストレス無害説
アメリカで成人30000人を対象とした8年間にわたるストレスと健康との関連についての追跡調査の結果、重度のストレスを感じていてもストレスが健康に良くないと信じていない人の死亡率は、非常に低かった。ケリー・マクゴニガルは、ストレスが多いと死亡するリスクが43％増加するがただしそれはストレスが健康に害があると思っている人の場合で、そう思っていない人の死亡率はもっとも低いと主張した。また、この8年間でアメリカで「ストレス＝害」と意識したがために死亡した人の総数を182000人と推定。「ストレス＝害」という意識はアメリカ人の死因の第15位であるとした。これは皮膚がん、エイズ、殺人よりも上位である。これらの結果より、科学的にはストレスの捉え方次第でストレスに対する体の反応が変わると主張する。例えば、ストレスを感じると心臓がどきどきするが、これを体に悪いとネガティブにとらえると実際に血管が収縮し心不全などの原因となる。ところが、心臓がどきどきするのは新鮮な血液を心臓にどんどん送り込んでくれているのだと肯定的にとらえると、血管が収縮しないことが分かった。すなわちストレスは捉え方により、健康に全く害がないと主張している。

## 著作
- Yoga for Pain Relief: Simple Practices to Calm Your Mind and Heal Your Chronic Pain (2009, ISBN 978-1572246898)
- The Willpower Instinct: How Self-Control Works, Why It Matters, and What You Can Do to Get More of It (2012, ISBN 978-1583335086)
- The Neuroscience of Change: A Compassion-Based Program for Personal Transformation (2012, ISBN 978-1604077902)
- 『スタンフォードの自分を変える教室』 2012年 ISBN 9784479793632 神崎朗子訳
- 『スタンフォードのストレスを力に変える教科書』 2015年 ISBN 9784479794967 神崎朗子訳
- 『スタンフォード式人生を変える運動の科学』 2020年 ISBN 9784479797241 神崎朗子訳